# تاریخ دانمارک
تاریخ دانمارک به عنوان یک پادشاهی متحد از قرن هشتم میلادی شروع شد اما شواهد و مدارک تاریخی گواه از این است که دانمارکی‌ها از سالهای ۵۰۰ پ. م. در منطقه جغرافیای کنونی دانمارک می‌زیسته‌اند. اولین مدارک شامل نوشته‌های ژوردانس و پروکوپیوس می‌شوند. با مسیحی شدن دانمارک در حوالی ۹۶۰پ. م. واضح است که که یک پادشاهی وجود داشته که بر منطقه تقریبی دانمارک کنونی حکومت می‌کرده‌است.

## جنگ جهانی دوم
از تاریخ نهم آوریل ۱۹۴۰ میلادی دانمارک به اشغال آلمان درآمد و تا پنجم مه ۱۹۴۵ این اشغال ادامه داشت. در حدود ۳۰۰۰ دانمارکی مستقیماٌ در اثر اشغال دانمارک کشته شدند. .این در حالی است که حدوداً ۴۰۰۰ دانمارکی از میان سربازانی که داوطلبانه به ارتش آلمان پیوسته بودند، در طی جنگ برای ارتش آلمان جان باختند.

## نگارخانه

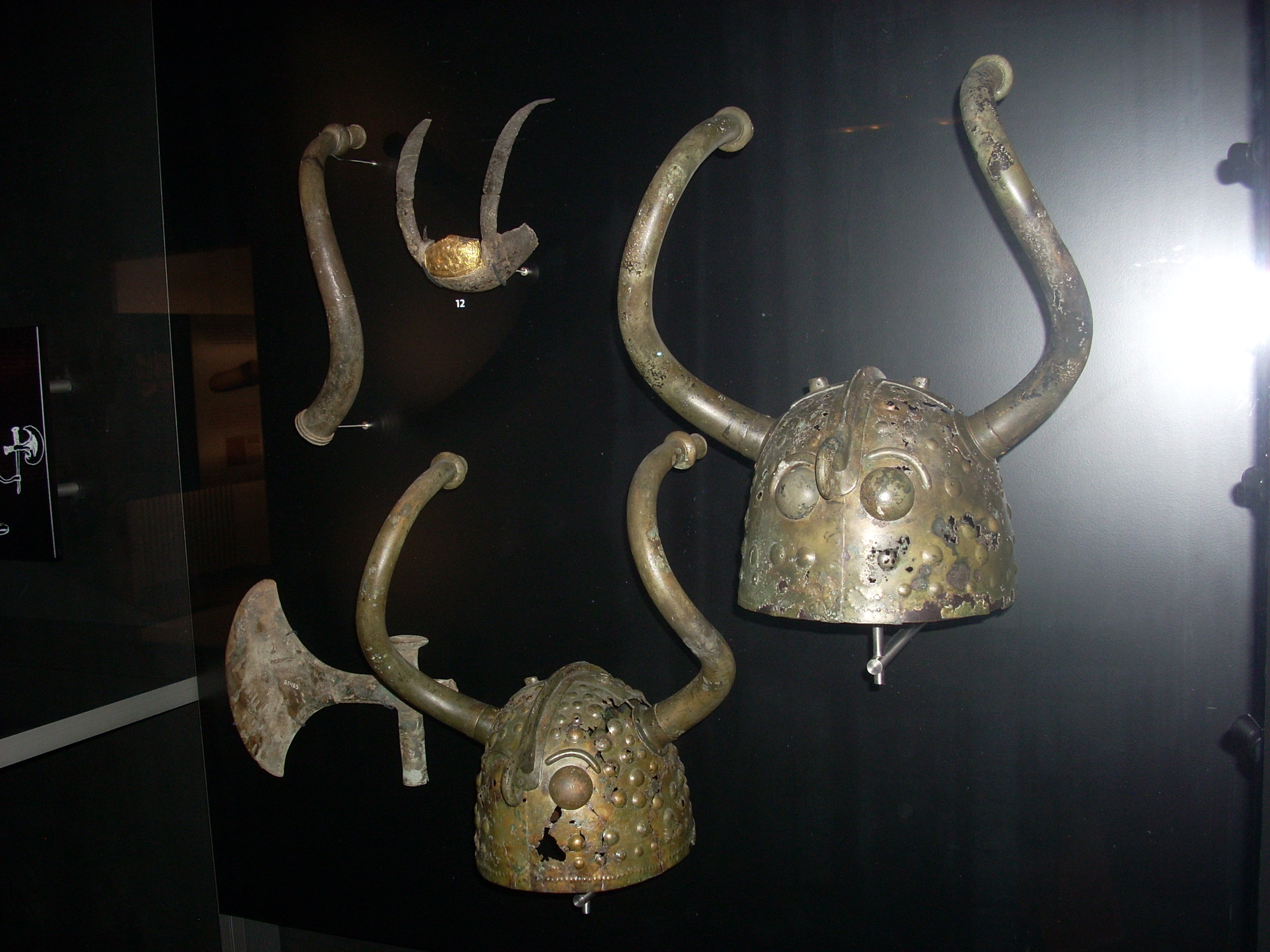
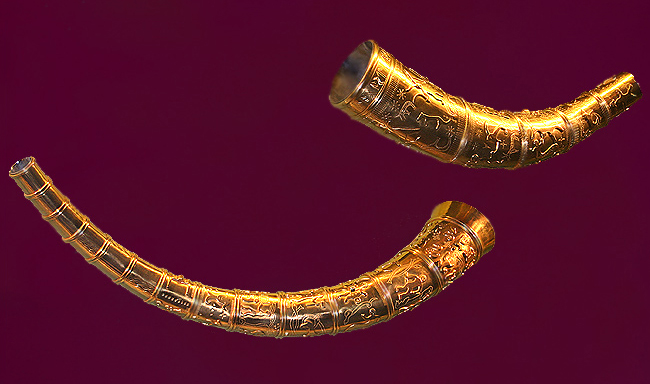
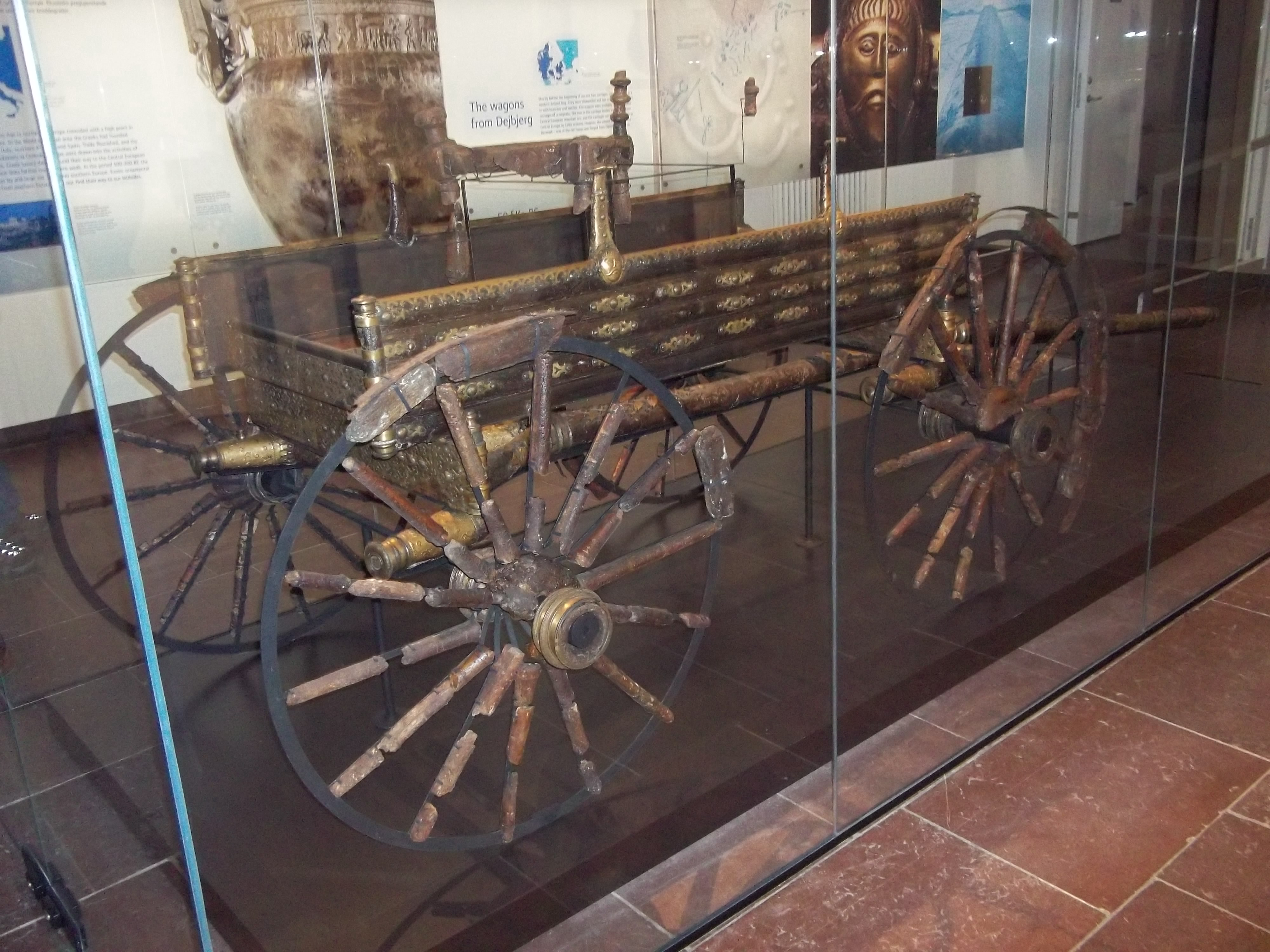
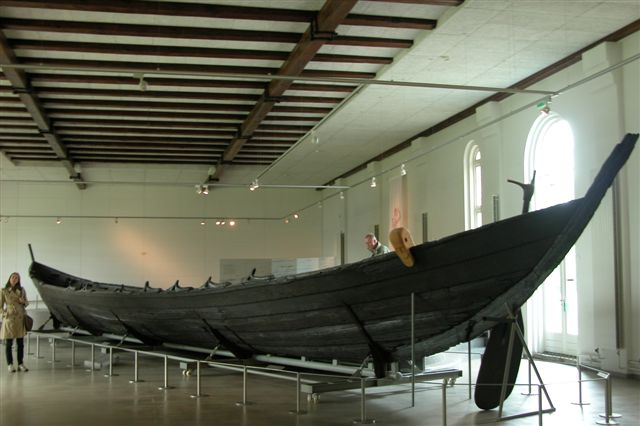